# Christian Schilling (Fußballspieler, 1992)
Christian Schilling (* 6. Jänner 1992 in Graz) ist ein österreichischer Fußballspieler.

## Karriere

### Verein
Schilling begann seine Karriere 2001 beim LUV Graz. 2005 wechselte er in die Jugendabteilung des GAK, den er 2008 zum Lokalrivalen SK Sturm Graz verließ.
2009 kehrte er zu den Rotjacken zurück und gab sein Debüt in der dritthöchsten österreichischen Spielklasse der Regionalliga Mitte. Schilling spielte am 7. November 2009 gegen den FC Sankt Veit/Glan durch. Das Spiel in Kärnten wurde 3:0 gewonnen. Nach zwei weiteren Saisonen beim GAK und einem verpassten Aufstieg 2011/12 wechselte er im Sommer 2012 zum österreichischen Bundesligisten FC Wacker Innsbruck. Sein erstes Meisterschaftsspiel für die Tiroler gab er am 18. November 2012 gegen den amtierenden Meister FC Red Bull Salzburg. Der Abwehrspieler spielte von Anfang an und wurde nach einer gelben Karte in der 69. Minute für Simon Piesinger ausgewechselt. Das Spiel in der Red Bull Arena endete mit einer 0:2-Niederlage. Am 1. Dezember 2012 gelang Schilling zudem sein erstes Bundesligator, als er beim 2:2-Unentschieden gegen den Wolfsberger AC den Ausgleich in der 90. Minute erzielte. 2015 wechselte Schilling zum SCR Altach.
Zur Saison 2017/18 wechselte er zum Zweitligisten SV Ried, bei dem er einen bis Juni 2019 gültigen Vertrag erhielt. Zur Saison 2019/20 wechselte er zum Ligakonkurrenten SC Austria Lustenau, bei dem er einen bis Juni 2021 laufenden Vertrag erhielt. Nach zwölf Einsätzen für Lustenau verließ er den Verein nach der Saison 2019/20 vorzeitig und wechselte zum viertklassigen FC Zirl.
Nach zwei Spielzeiten bei den Zirlern trat er einen Wechsel zum SV Götzen mit Spielbetrieb in der siebentklassigen Gebietsliga West an. Mit dem Klub aus Götzens wurde er in der Saison 2022/23 überlegen Meister und schaffte dadurch den Aufstieg in die nächsthöhere Landesliga West, in der er seitdem mit der Mannschaft vertreten ist.

### Nationalmannschaft
International absolvierte Schilling bereits Spiele für die österreichische U-17, U-18, U-19 und U-21-Nationalmannschaft.